# Umberto Vittorio Cavassa
Umberto Vittorio Cavassa (Massa, 2 settembre 1890 – Chiavari, 7 giugno 1972) è stato un giornalista italiano, direttore di quotidiani.
Stabilitosi a Chiavari nel 1902, città della quale è anche cittadino onorario, dopo gli studi classici e la laurea in giurisprudenza, entrò nel giornalismo nel 1924. Per breve tempo fu redattore de Il Giornale d'Italia, poi entrò a far parte de Il Lavoro di Genova, del quale nel 1943 divenne direttore. Dopo la guerra fu direttore de Il Secolo XIX tra il giugno del 1946 e il dicembre 1968.
È anche noto per aver scritto alcuni romanzi, come I giorni di Casimiro (1948), Gente diversa (1956) e La gloria che passò (1961). Durante la prima guerra mondiale fu sottotenente del 210. Reggimento fanteria Brigata Bisagno (1916) per poi, con lo stesso grado, essere trasferito al 368. Reparto Mitraglieri Fiat, dall'ottobre 1916 al novembre 1918, quando il reparto fu considerato disciolto in conseguenza dei fatti di Caporetto..
Nel settembre del 1943 risulta essere Direttore del giornale Il Lavoro.
Il 20 luglio del 1944 fu processato accusato di aver "licenziato" alcuni elementi fascisti impiegati nel giornale Il Lavoro. Lo difendeva l'avvocato Ernesto Monteverde di Genova.